# Mouans-Sartoux
Mouans-Sartoux é uma comuna francesa na região administrativa da Provença-Alpes-Costa Azul, no departamento Alpes Marítimos. Estende-se por uma área de 13,52 km², com  (Mouansois) 10 267 habitantes, segundo os censos de 2006, com uma densidade de 759 hab/km².